# Mariposa Tecknicolor
Mariposa Tecknicolor é uma das mais famosas canções do roqueiro argentino Fito Páez.
Logo que foi lançada, juntamente com o álbum Circo Beat de 1994, a música virou um hit de grande sucesso nas rádios, tornando-se uma das músicas mais famosas do artista e talvez a mais famosa música argentina dos anos 90. Não à toa, normalmente ela é a música escolhida pelo músico para o encerramento de seus shows.

## Versões
A música foi lançada em 1994, juntamente com o álbum Circo Beat, o segundo mais vendido da carreira do músico. Em 1996, Fito gravou uma versão acústica da canção no álbum Euforia. A terceira versão da música foi laçada no álbum ao vivo Mi vida con ellas, de 2004. Uma nova versão - desta vez orquestrada - foi lançada no álbum Moda y pueblo, de 2005. No álbum No sé si es Baires o Madrid, de 2008, é lançada uma nova versão ao vivo. Uma outra gravação ao vivo está presente como bonus no DVD XX Años del Amor Despues del Amor, de 2012. Ainda há uma versão em português que foi incluída na versão bonus do cd Circo Beat, cantada por Caetano Veloso.
Além dessas versões, a versão original aparece nos seguintes álbuns compilatórios: Antología (2002), Super 6 (2003), e utilizada como tributo no álbum Homenaje a Fito Páez, de 2006.

## Prêmios e Honrarias
- Posição 58 da lista "Top 100 mejores canciones de la historia" da revista Bello Magazine[12]

## Curiosidades
- A torcida do time de futebol uruguaio Peñarol fez uma versão desta música para homenagear o time[13].